# Danica Radojčić
Danica Radojčić, vagy művésznevén Nina (szerbül: Даница Радојчић vagy Нина; Belgrád, 1989. május 27. — ) szerb énekesnő.
Zenei általános iskolába járt, ahol szólóénekkel és zongorával emelt szinten foglalkozott, és középiskolai tanulmányait is ezen a vonalon folytatta. Jelenleg harmadéves gyógyszerészhallgató.
Számos zenei fesztivált nyert meg, hazája mellett Angliában és Bulgáriában is. 2010 februárjában alapította meg saját együttesét, Legal Sex Department néven. Valódi karrierjéhez a YouTube adta a kezdőlöketet – ide töltötte fel azt a videóját is, amely alapján Krisztina Kovács minden további nélkül őt választotta ki dalának nemzeti döntős előadására. Érdekesség, hogy Nina egyik kedvenc előadója Duffy, de az alternatív zene sem áll távol tőle.
2011. február 26-án a Belgrádban megrendezett szerb nemzeti döntőn (Tri pa jedan Dizeldorf 2011) aratott győzelmével képviselheti hazáját a 2011-es Eurovíziós Dalfesztiválon, Düsseldorfban. Az RTS köztelevízió a Kovács családot kérte meg a dalok megírására, és a három résztvevő közül közel 14 000 szavazattal Krisztina Kovács dala győzött. A Čaroban (magyarul Csodás) című számát fogja énekelni szerbül. A dalhoz készült angol nyelvű verzió, melynek címe Magical, fordítása pedig megegyező a szerb daléval.
A dalt 2011. május 10-én az első elődöntőben hatodikként fogja előadni.

## Fordítás
- Ez a szócikk részben vagy egészben  a   Nina Radojčić című angol Wikipédia-szócikk fordításán alapul.  Az eredeti cikk szerkesztőit annak laptörténete sorolja fel. Ez a jelzés csupán a megfogalmazás eredetét és a szerzői jogokat jelzi, nem szolgál a cikkben szereplő információk forrásmegjelöléseként.